# Зоря Алатау
Зоря Алатау (каз. Алатау Жұлдыз) — зимовий сорт яблуні. Виведений селекціонерами А. М. Кацейком і Н. В. Марковим у Казахському науково-дослідному інституті плодівництва і виноградарства шляхом просіву зерняток Ренета орлеанського від вільного запилення.
Вступ у плодоношення — на 5-6 рік після посадки в сад. На карликових підщепах дерева починають плодоносити на другий-третій рік після саджання. Плоди спіють у кінці вересня. Зберігаються до травня.
Дерево середньоросле з овальною кроною. Гілки відходять під гострим кутом. Листя середньої величини еліптичної форми.
Плоди середньої величини (110—120 г), ширококонічні, рівні, без ребер. Чашечка наполовину відкрита, чашолистки дрібні. Блюдце широке, глибоке, трішки ребристе. Плодоніжка коротка чи середньої величини. Воронка середньої величини і глибини. Шкірочка щільна, блискуча, жовта або зеленовато-жовта, має невеликий рум'янець. Підшкірні крапки крупні, білі, розкидані по плоду. В плодах міститься 14,86% сухих речовин; 11,88 цукрів; 0,46 кислоти; 5,87 мг % вітаміну С. М'якуш щільний, соковитий, дрібнозернистий, ніжний, солодкий, має добрий смак.